# Greg Egan
Greg Egan, född 20 augusti 1961 i Perth, är en australiensisk science fiction-författare och programmerare. Han är skoningslöst idédriven och skarpt kritisk till postmodernismen.
Egan specialiserar sig på hård science fiction-berättelser med matematik- och kvantmystikteman, inklusive medvetandets natur. Andra teman omfattar genetik, simulerad verklighet, posthumanism, sexualitet, artificiell intelligens och rationell metafysisk naturalisms överlägsenhet över religion. Han har vunnit en Hugo och fått ytterligare åtta verk Hugonominerade. Han har även vunnit John W Campbell Memorial Award för bästa roman. Några av hans tidiga noveller bjuder på starka inslag av övernaturlig skräck, medan hans mer populära science fiction gjort honom känd för att ta upp komplexa och högtekniska ämnen som ny fysik och epistemologi på ett grundligt sätt.
Egans noveller har publicerats i en mängd genremagasin, mer regelbundet i Interzone och Asimov's Science Fiction.
Egan har en kandidatexamen i matematik från University of Western Australia och är för närvarande bosatt i Perth. Han har engagerat sig för behandlingen av flyktingar i Australien.
Egan är vegetarian och i övrigt en mycket tillbakadragen författare, han deltar inte i science fiction-kongresser och signerar inte böcker.

### Romaner
- An Unusual Angle (1983), ISBN 0-909106-11-8 (ej science fiction)
- Quarantine (1992), ISBN 0-7126-9870-1
- Permutation City (1994), ISBN 1-85798-174-X
- Distress (1995), ISBN 1-85798-286-X
- Diaspora (1997), ISBN 1-85798-438-2
- Teranesia (1999), ISBN 0-575-06854-X
- Schild's Ladder (2002), ISBN 0-575-07068-4
- Incandescence (2008), Night Shade Books (US) och Gollancz (UK))

### Samlingar
- Axiomatic (1995), ISBN 1-85798-281-9
- Our Lady of Chernobyl (1995), ISBN 0-646-23230-4
- Luminous (1998), ISBN 1-85798-551-6
- Oceanic and Other Stories (2000), ISBN 4-15-011337-8
- Reasons to Be Cheerful and Other Stories (2003), ISBN 4-15-011451-X

### Noveller

#### Berättelser samlade iAxiomatic
- "The Infinite Assassin"
- "The Hundred Light-Year Diary"
- "Eugene"
- "The Caress"
- "Blood Sisters"
- "Axiomatic"
- "The Safe-Deposit Box"
- "Seeing"
- "A Kidnapping"
- "Learning to Be Me"
- "The Moat"
- "The Walk"
- "The Cutie"
- "Into Darkness"
- "Appropriate Love"
- "The Moral Virologist"
- "Closer"
- "Unstable Orbits in the Space of Lies"'

#### Berättelser samlade iLuminous
- "Chaff"
- "Mitochondrial Eve"
- "Luminous"
- "Mister Volition"
- "Cocoon"
- "Transition Dreams"
- "Silver Fire"
- "Reasons to Be Cheerful"
- "Our Lady of Chernobyl"
- "The Planck Dive"